# Agnese Soli
Agnese Soli (Assisi, 5 maggio 1987) è una cestista italiana.
Playmaker di 168 cm, ha giocato in Serie A1 con Lucca e ha vestito la maglia della Nazionale italiana.

## Carriera
Nella stagione 2012-13 con la Passalacqua Ragusa ha ottenuto la promozione in Serie A1 ed è arrivata in finale della Coppa Italia di categoria.

## Statistiche

### Presenze e punti nei club
Statistiche aggiornate al 30 giugno 2013
| Stagione        | Squadra                       | Competizione | Partite | Partite | Partite | Statistiche tiro | Statistiche tiro | Statistiche tiro | Altre statistiche | Altre statistiche | Altre statistiche | Altre statistiche | Altre statistiche |
| Stagione        | Squadra                       | Competizione | Pres.   | Titol.  | Minuti  | Tiri da 2        | Tiri da 3        | Liberi           | Rimb.             | Assist            | Rubate            | Stopp.            | Punti             |
| --------------- | ----------------------------- | ------------ | ------- | ------- | ------- | ---------------- | ---------------- | ---------------- | ----------------- | ----------------- | ----------------- | ----------------- | ----------------- |
| 2005-2006       | Alunni Impianti Umbertide     | Serie A2     | 30      | 1       | 451     | 28/78            | 9/46             | 40/63            | 72                | 60                | 46                | 0                 | 124               |
| 2006-2007       | Ducato Siena                  | Serie A2     | 34      | 2       | 510     | 31/80            | 4/21             | 13/22            | 55                | 50                | 72                | 0                 | 87                |
| 2007-2008       | Le Mura Lucca                 | Serie B1     |         |         |         |                  |                  |                  |                   |                   |                   |                   |                   |
| 2008-2009       | Ducato Lucca                  | Serie A2     | 35      | 35      | 878     | 47/130           | 10/40            | 42/64            | 117               | 65                | 111               | 0                 | 166               |
| 2009-2010       | Ducato Lucca                  | Serie A2     | 37      | 37      | 1.010   | 49/143           | 26/75            | 52/77            | 117               | 71                | 91                | 0                 | 228               |
| 2010-2011       | Agos Ducato Lucca             | Serie A1     | 27      | 27      | 784     | 27/81            | 13/82            | 27/46            | 68                | 64                | 57                | 0                 | 120               |
| 2011-2012       | Termocarispe La Spezia        | Serie A2     | 32      | 32      | 754     | 49/102           | 7/31             | 23/40            | 120               | 21                | 60                | 1                 | 142               |
| 2012-2013       | Passalacqua Spedizioni Ragusa | Serie A2     | 25      | 25      | 547     | 27/53            | 12/33            | 19/34            | 69                | 22                | 56                | 0                 | 109               |
| 2013-2014       | Passalacqua Ragusa            | Serie A1     | 34      | 2       | 498     | 13/36            | 6/24             | 17/20            | 49                | 26                | 24                | 0                 | 61                |
| Totale carriera |                               |              |         |         |         |                  |                  |                  |                   |                   |                   |                   |                   |

### Cronologia presenze e punti in Nazionale
| Cronologia completa delle presenze e dei punti in Nazionale - Italia | Cronologia completa delle presenze e dei punti in Nazionale - Italia | Cronologia completa delle presenze e dei punti in Nazionale - Italia | Cronologia completa delle presenze e dei punti in Nazionale - Italia | Cronologia completa delle presenze e dei punti in Nazionale - Italia | Cronologia completa delle presenze e dei punti in Nazionale - Italia | Cronologia completa delle presenze e dei punti in Nazionale - Italia | Cronologia completa delle presenze e dei punti in Nazionale - Italia |
| Data                                                                 | Città                                                                | In casa                                                              | Risultato                                                            | Ospiti                                                               | Competizione                                                         | Punti                                                                | Note                                                                 |
| -------------------------------------------------------------------- | -------------------------------------------------------------------- | -------------------------------------------------------------------- | -------------------------------------------------------------------- | -------------------------------------------------------------------- | -------------------------------------------------------------------- | -------------------------------------------------------------------- | -------------------------------------------------------------------- |
| 16/02/2011                                                           | Parma                                                                | Italia                                                               | 63 - 77                                                              | World Stars                                                          | Amichevole                                                           | 0                                                                    | [ 5 ]                                                                |
| Totale                                                               |                                                                      | Presenze                                                             | 1                                                                    |                                                                      | Punti                                                                | 0                                                                    |                                                                      |

## Palmarès
- Campionato italiano di Serie A2: 2
Le Mura Lucca: 2009-10
V. Eirene Ragusa: 2012-13
- Campionato italiano di Serie B d'Eccellenza: 1
Le Mura Lucca: 2007-08
- Coppa Italia: 1
V. Eirene Ragusa: 2019